# Zützen (Schwedt/Oder)
Zützen ist ein Ortsteil der Stadt Schwedt/Oder im Landkreis Uckermark in Brandenburg.

## Geografie
Der Ort liegt fünf Kilometer südwestlich vom Zentrum der Stadt Schwedt/Oder entfernt. Das Dorf auf einer Gemarkungsfläche von 10,83 Quadratkilometer liegt an der Hohensaaten-Friedrichsthaler Wasserstraße am Westrand des Odertales. Das Gelände um Zützen ist flach und liegt nur drei bis sechs Meter über dem Meeresspiegel. Die Umgebung ist von Feuchtwiesen (Criewener Eulenbruch), Bruchwäldern (Ritterbruch) und Feldern (Werderfeld) geprägt. Nordwestlich von Zützen steigt das Gelände um ungefähr 50 Meter an (Schlangenberge) und erreicht im Briesenberg 65 m ü. NN. In dieser typisch uckermärkischen Landschaft liegen auch einige abflusslose Sölle, wie der sechs Hektar große Pagelsee oder der als Badegewässer genutzte vier Hektar große Briesensee. Die „Poldern“, der östliche Bereich der Gemarkung Zützen zwischen Oder und Hohensaaten-Friedrichsthaler Wasserstraße mit seinen zahlreichen Altarmen, ist Teil des Nationalparkes Unteres Odertal.

## Geschichte
Bodenfunde in der unmittelbaren Umgebung Zützens lassen auf die Existenz von Siedlungen und Wohnstätten seit der Steinzeit schließen. Es handelt sich unter anderem um Faustkeile, eine Stein-Getreidemühle, ein Steinbeil und Skelettgräber.
Beim Bau einer Abwasserleitung 1998 wurde ein gut erhaltenes Tongefäß aus der Bronzezeit gefunden.
Eine Besiedlung des Gebietes für die Zeit von 700 bis 900 ist mit einer slawischen Handmühle aus Granit belegt.
Seit dem im Jahr 1250 geschlossenen Vertrag von Landin gehörte die Uckermark zu Brandenburg. Die erste Nennung Zützens als „wendischen dorppe tzützen bie der Oder“ findet sich 1354 in einem Vertrag, der große Teile der Uckermark Pommern zuschlug.
Der Ortsname, der sich im Lauf der Zeit über Tzutzen (1354), Czutzen (1355), Zcuzcenow (1527), Zwzenn (1540), Zeutzenn (1541) und Zuetzen (1578) schließlich zum heutigen Zützen wandelte, wird auf das slawische Wort Sosna (Kiefer) zurückgeführt.
1472 bis 1479 kehrten die ostuckermärkischen Gebiete wieder zu Brandenburg zurück, verbunden im Kontext mit Erbeinigungen und militärischen Beistandskontrakten. Zützen gehörte bis 1816 zum Stolpirischen Kreis, benannt nach Stolpe, einem Kreis der Uckermark in der Mark Brandenburg und kam danach zum Landkreis Angermünde. Im Stadtmuseum Schwedt befindet sich der Rest des Zützener Münzfundes aus dem Jahr 1867. Die 316 Vinkenaugen und 5 Prager Groschen stammen aus dem 14. und 15. Jahrhundert. Ausgangs des Mittelalters wechseln die Besitzer häufig von den Adelsfamilien Greifenberg, Bredow und Glögen.
In der ersten Hälfte des 18. Jahrhunderts gehörte Gut Zützen der nachmals ohne Nachfahren ausgestatteten Familie des Justus von Luck-Criewen. Mitte des 19. Jahrhunderts lebten im Dorf Zützen 45 Einwohner, auf dem Rittergut 178 Personen und auf dem Vorwerk Carlsberg 10 Bewohner.
Das Rittergut Zützen ist durch mehrere Lehnsurkunden belegt. Es lag südlich des als Runddorf angelegten Ortes und bestand bis zur Bodenreform. Teile des Gutes mit dem „Schloss“ sind heute noch erhalten. Südöstlich vom Schloss schloss sich ein von Peter Joseph Lenné 1832 geplanter Park an, von dem nur noch einige Bäume zu sehen sind. 1879 weist das erstmals veröffentlichte Generaladressbuch der Rittergutsbesitzer im Königreich Preußen für Zützen 710 ha aus.  Als Eigentümer wird geführt die briefadelige Familie von Colmar, vertreten Major a. D. von Colmar, der aus einer ursprünglich von Rügen stammenden spät geadelten Familie kommt und Delegierter des Landwirtschaftlichen Vereins Angermünde I. ist. Vor 1900 dokumentiert das Handbuch des Grundbesitzes für das Rittergut 683 ha Fläche. Um das Jahr 1900 bestand das Gut aus 750 Hektar Land, den Bauern standen wohl circa 30 Hektar zur Verfügung. Die Gutsbesitzerfamilie galt um 1904 als gut situiert und fand ohne nähere Angaben offizielle Aufnahme im Jahrbuch der Millionäre. Bis 1945 besaß das Gut der Offizier Christoph von Colmar-Zützen (1884–1978), dem gleichfalls das benachbarte Gut Meyenburg gehörte. Colmar ist auch Ritterschaftsrat, zuständig für das Kreditwesen in landwirtschaftlichen Finanzinstituten, den so genannten Ritterschaftsbanken. Zützen-Rittergut hatte vor der großen wirtschaftlichen Krise 1929/30 einen Umfang von 680 ha, davon 105 ha Wald. Das Gut war faktisch bis 1927 juristisch ein eigenständiger Ort.
Die Gemeinde Zützen entstand 1928 aus dem Gutsbezirk Zützen mit dem Vorwerk Carlsberg. An den privaten Besitztum änderte dies nichts.
Nach der Eingemeindung der bis dahin selbständigen Gemeinde Zützen am 1. August 2001 entstand westlich des alten Ortskerns nahe der ehemaligen Bundesstraße 2 von Angermünde nach Schwedt eines der vier ausgewiesenen Eigenheimgebiete der Stadt Schwedt/Oder.

## Kultur und Sehenswürdigkeiten
Ältestes Gebäude Zützens und heute ein Baudenkmal ist die in der zweiten Hälfte des 13. Jahrhunderts errichtete evangelische Dorfkirche Zützen in der Mitte des Dorfes.

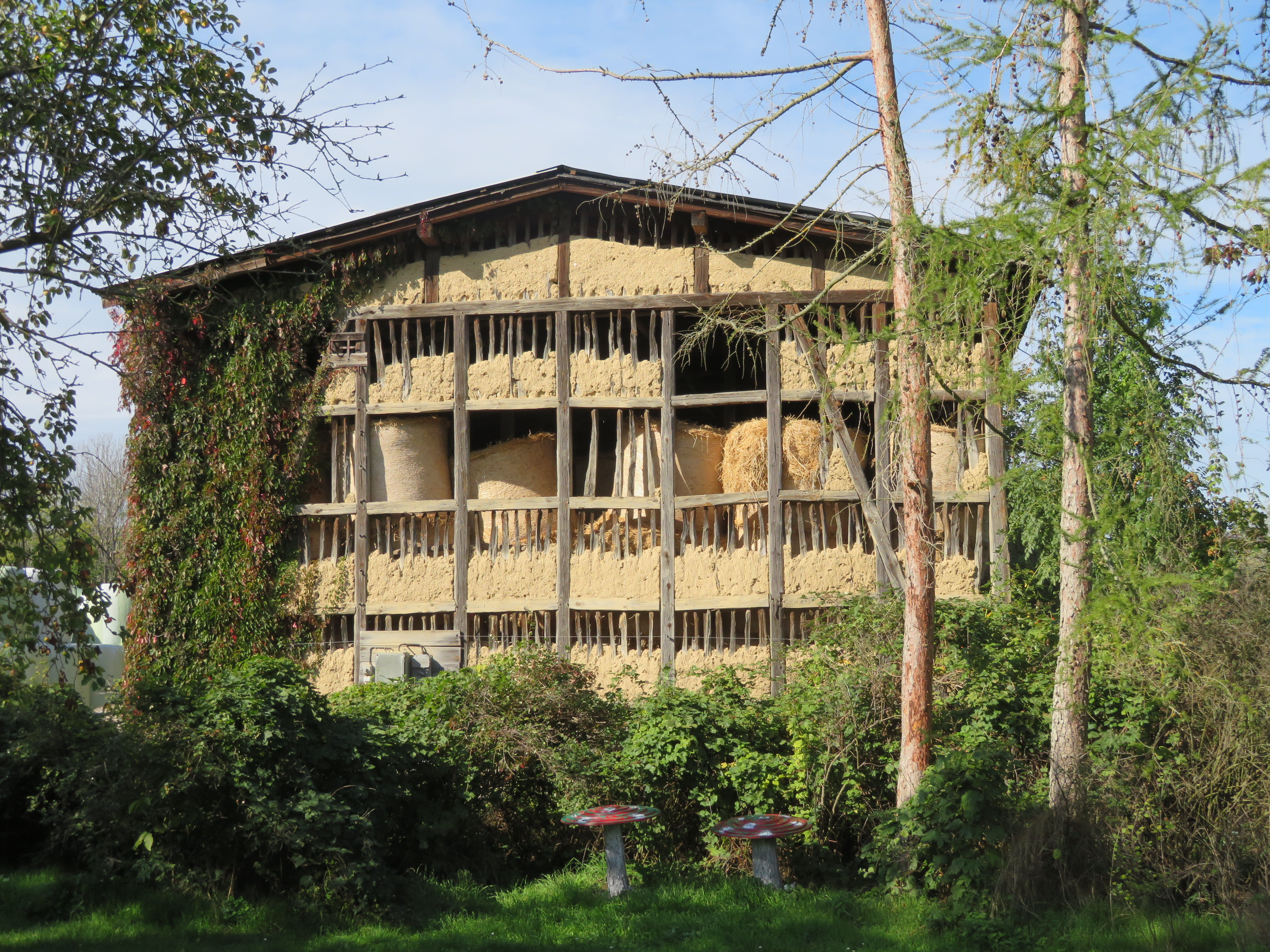
Tabakscheune in Zützen
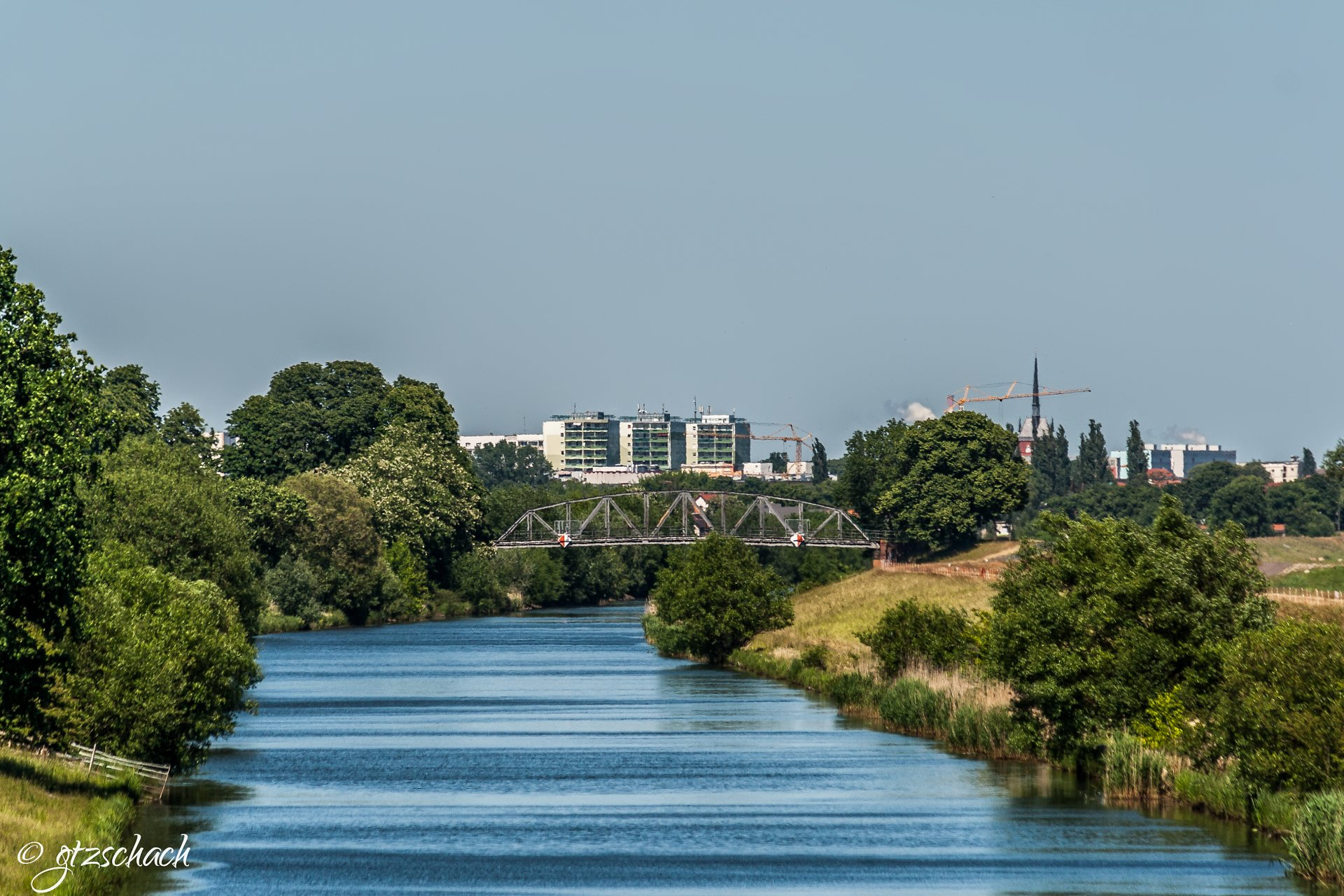
Landgrabenbrücke
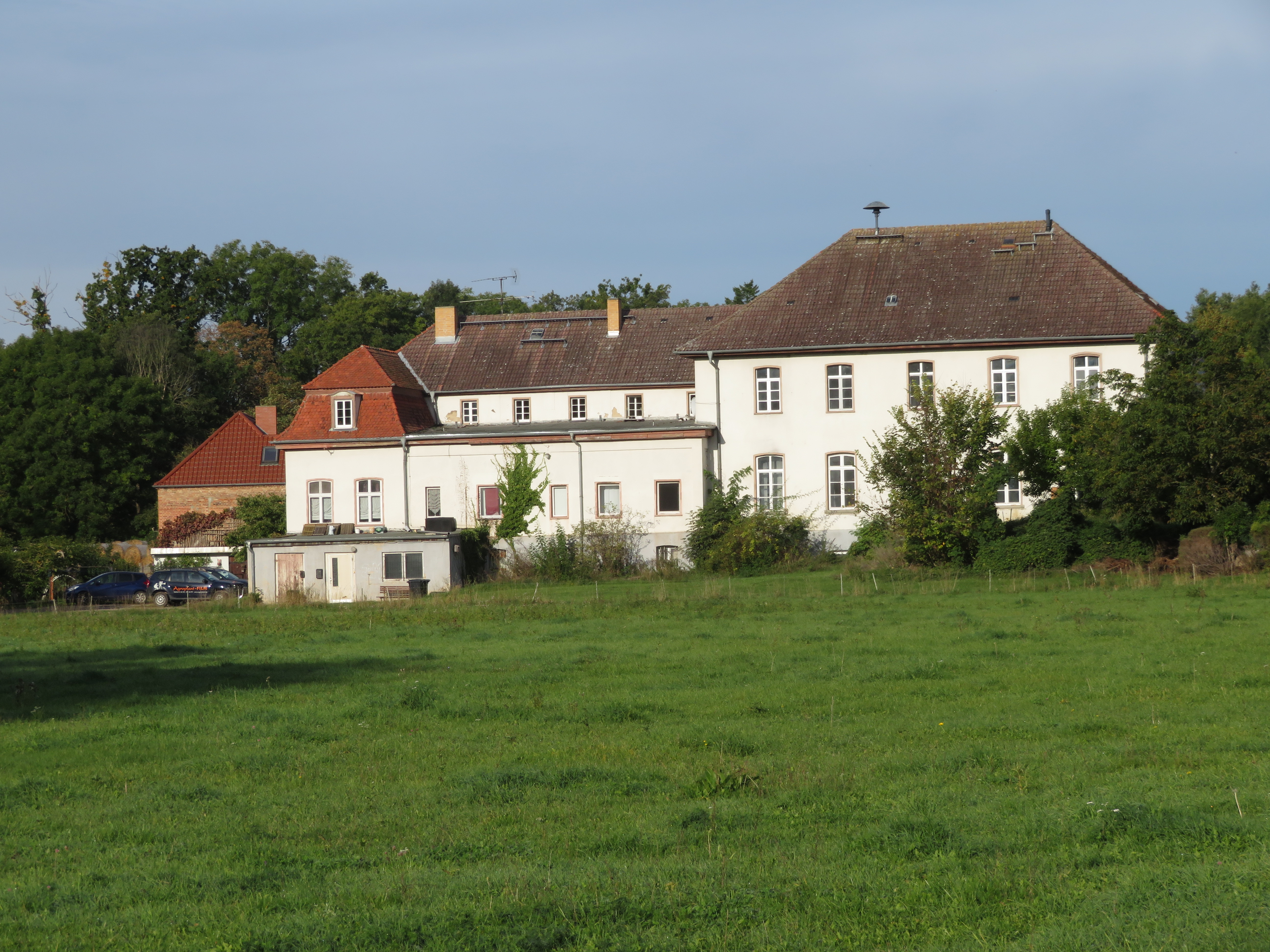
Schloss Zützen

## Persönlichkeiten
- Hermann von Heyden (1810–1851), Mitglied des Preußischen Abgeordnetenhauses, lebte einige Jahre in Zützen
- Axel von Colmar-Meyenburg (1840–1911), königlich preußischer Regierungspräsident und Politiker, Gutsherr in Zützen
- Ernst Schrader (1877–1936), Polizeibeamter, Vorsitzender des Verbandes Preußischer Polizeibeamter